# Andreas Berger (Leichtathlet)
Andreas Berger (* 9. Juni 1961 in Gmunden) ist ein ehemaliger österreichischer Leichtathlet und Olympiastarter (1988, 1992).

## Werdegang
1987 und 1988 belegte Andreas Berger den vierten Platz bei den Halleneuropameisterschaften (200 Meter), 1987 und 1989 war er Semifinalist bei den Weltmeisterschaften.
1988 nahm er an den Olympischen Spielen teil, wo er die Ränge 17 (100 Meter) und 36 (200 Meter) erreichte.
1989 erreichte er das Semifinale der Hallenweltmeisterschaften und seinen wohl größten internationalen Erfolg: Beim Grand-Prix-Meeting in Neu-Delhi (Indien) siegte er im 100-Meter-Lauf und bezwang dabei unter anderem den großen Carl Lewis. 1989 wurde er zudem Halleneuropameister (60 Meter).
Bei den Olympischen Spielen 1992 belegte er gemeinsam mit Franz Ratzenberger, Thomas Renner und Christoph Pöstinger den siebten Platz in der 4-mal-100-Meter-Staffel; beim 100-Meter-Vorlauf verursachte er zwei Fehlstarts und wurde disqualifiziert.
Berger war bis 2022 noch alleiniger ÖLV-Rekordhalter über 100 Meter (10,15 Sekunden am 15. August 1988 in Linz). Anfang 1993 steigerte sich Bergers Leistung plötzlich und es gelang ihm, seinen Rekord zu egalisieren. Am 16. Juli 2022 lief Markus Fuchs die 100 Meter in 10,15 Sekunden.

### Dopingsperre 1993
Am 26. Juli 1993 wurde er im Vorfeld der Weltmeisterschaften in Stuttgart des Dopings mit Metandienon überführt.
Zwei Tage später machte Berger in einem ORF-Interview vor hunderttausenden Fernsehzusehern reinen Tisch:

„Wir wollen dem Spiel ein Ende setzen; es gibt vier positive Dopingfälle.“

 Er und seine ebenfalls vom IAAF-Kontrolleur ertappten Kameraden Franz Ratzenberger, Thomas Renner und Gernot Kellermayr hätten sich dazu entschlossen, auf die ihnen zustehende Gegenprobe zu verzichten. Dies war ein völliges Eingeständnis der Vorwürfe im Bewusstsein aller Konsequenzen.
Berger wurde daraufhin vom österreichischen Verband für vier Jahre gesperrt. Gegen diese Entscheidung beschritt er dann beim Landesgericht für Zivilrechtssachen Wien den Rechtsweg, womit er (Entscheidung vom 21. Februar 1996) erfolgreich war, „da die verhängte Sperre sohin in mehrfacher Weise gegen tragende Grundsätze der österreichischen Rechtsordnung verstößt“, wie es im Urteil hieß.

### Rückkehr 1998
Am 5. September 1998 bestritt Andreas Berger im Rahmen des Jedermann-Zehnkampfes in Linz den ersten 100-Meter-Sprint seit dem Ablauf seiner Dopingsperre. Der 37-jährige Oberösterreicher kam dabei in 11,85 Sekunden hinter dem 400-Meter-Spezialisten Thomas Ganger (11,57 Sekunden) nicht über Rang zwei hinaus.

Aufsehen erregte Berger mit seiner Stellungnahme zum plötzlichen Tod der US-Sprinterin Florence Griffith-Joyner:

„Der Hochleistungssport ist in der heutigen Darstellung grundsätzlich nicht gesund, trotzdem orte ich eine gewisse Doppelmoral. Auch mich hat es gerissen, als ich die Nachricht hörte. Meine Frau hat gesagt, sei froh, dass sie dich erwischt haben. Ich kann ihr nur Recht geben.“

In einem Zeitungsinterview erklärte er im August 2006:

„Es heißt immer, 99 Prozent seien sauber und ein Prozent dopt. Ich behaupte, es ist umgekehrt.“

### Leben nach dem Sport
Berger nahm an der ORF-Fußballshow „Das Match“ teil, musste aber wegen einer Verletzung aufgeben. Statt ihm folgte der Ersatzkandidat Julian Khol in das österreichische Promiteam.
Berger ist heute selbständig und ist mit seiner „berger consulting group“ Erfinder des Red Bull 400, eines 400-Meter-Bergauf-Laufes auf verschiedenen Sprungschanzen. Außerdem veranstaltet er unter anderem den Traunsee-Halbmarathon, den Businesslauf business2run und den Loverun.

### Zweite Karriere als Masters Athlet
Corona hat mit sich gebracht, dass Andreas Berger im Juni 2020 wieder mit dem Sprinttraining begonnen hat.
Seitdem hat er bei den Masters-Halleneuropameisterschaften 2022 in Braga (POR) mitgemacht – dort lief er über 60 Meter (M60) ins Finale, in dem er verletzt aufgeben musste.
Bei den Freiluftweltmeisterschaften 2022 in Tampere lief Berger ins 100-Meter-Finale (M60) und wurde dort 7.
2023 startete Berger bei den Hallenweltmeisterschaften in Torun (POL) über 60 Meter (M60) und erreichte dort den 4. Platz.
Berger hält inzwischen die österreichischen Rekorde (M60) über 60 Meter mit 7,87 s, 100 Meter mit 12,48 s und 200 Meter mit 25,78 s.